# Monti d'Ambazac
I monti d'Ambazac sono un piccolo massiccio montuoso situato sulle colline pedemontane occidentali del Massiccio centrale, in Francia. Esse costituiscono la parte centrale dei monti della Marche.
Questa regione è principalmente conosciuta come il luogo di fondazione dell'ordine di Grandmont, e come la principale ed ultima grande zona di sfruttamento dell'uranio in Francia, nella seconda metà del XX secolo.

## Toponimia
Ambazac, la città più popolata del settore con 5 639 abitanti nel 2015, situata ai piedi del massiccio, al sud, gli ha donato il suo nome.

## Geografia

### Situazione

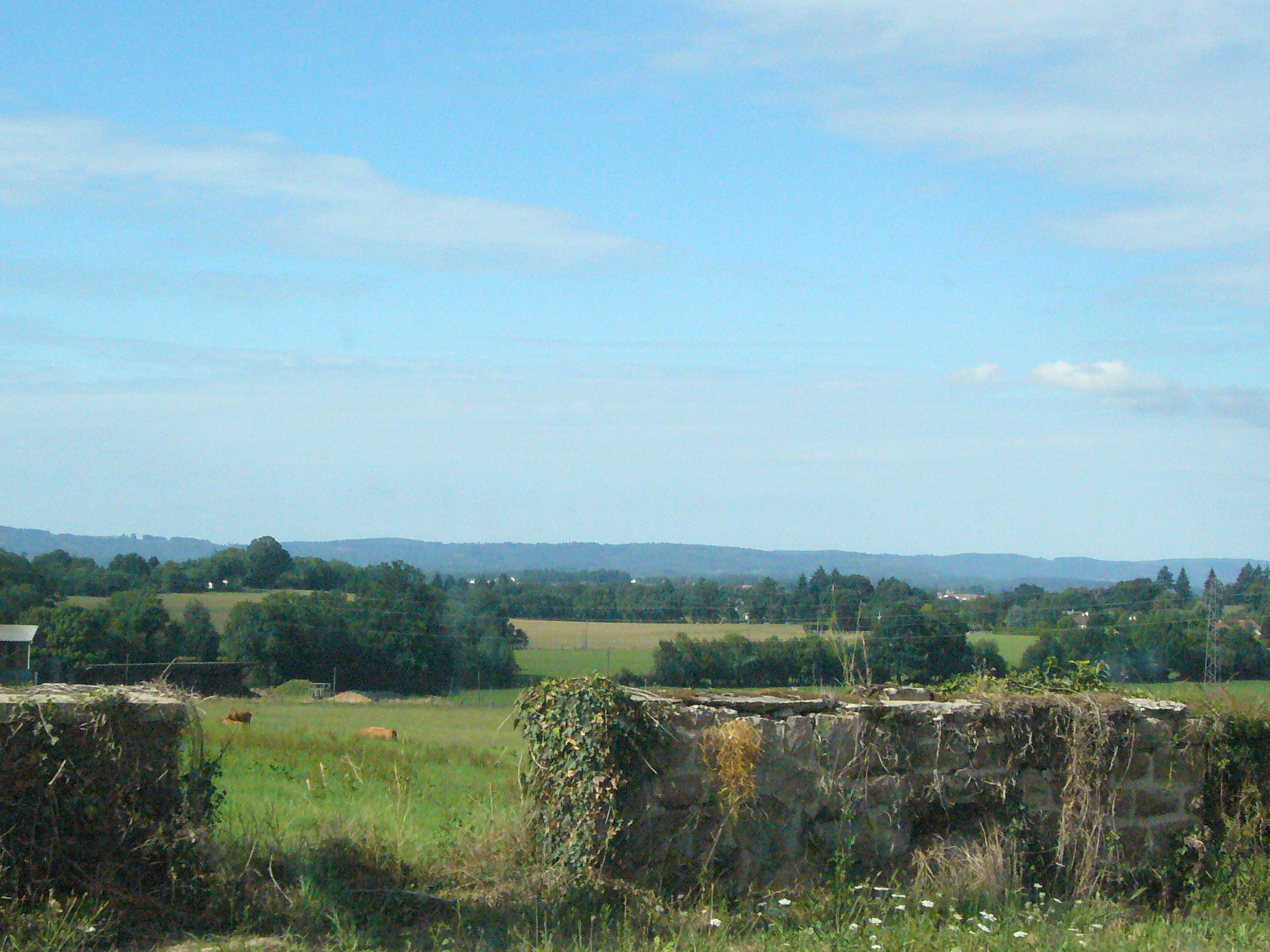
Il massiccio visto da Panazol (facciata sud).

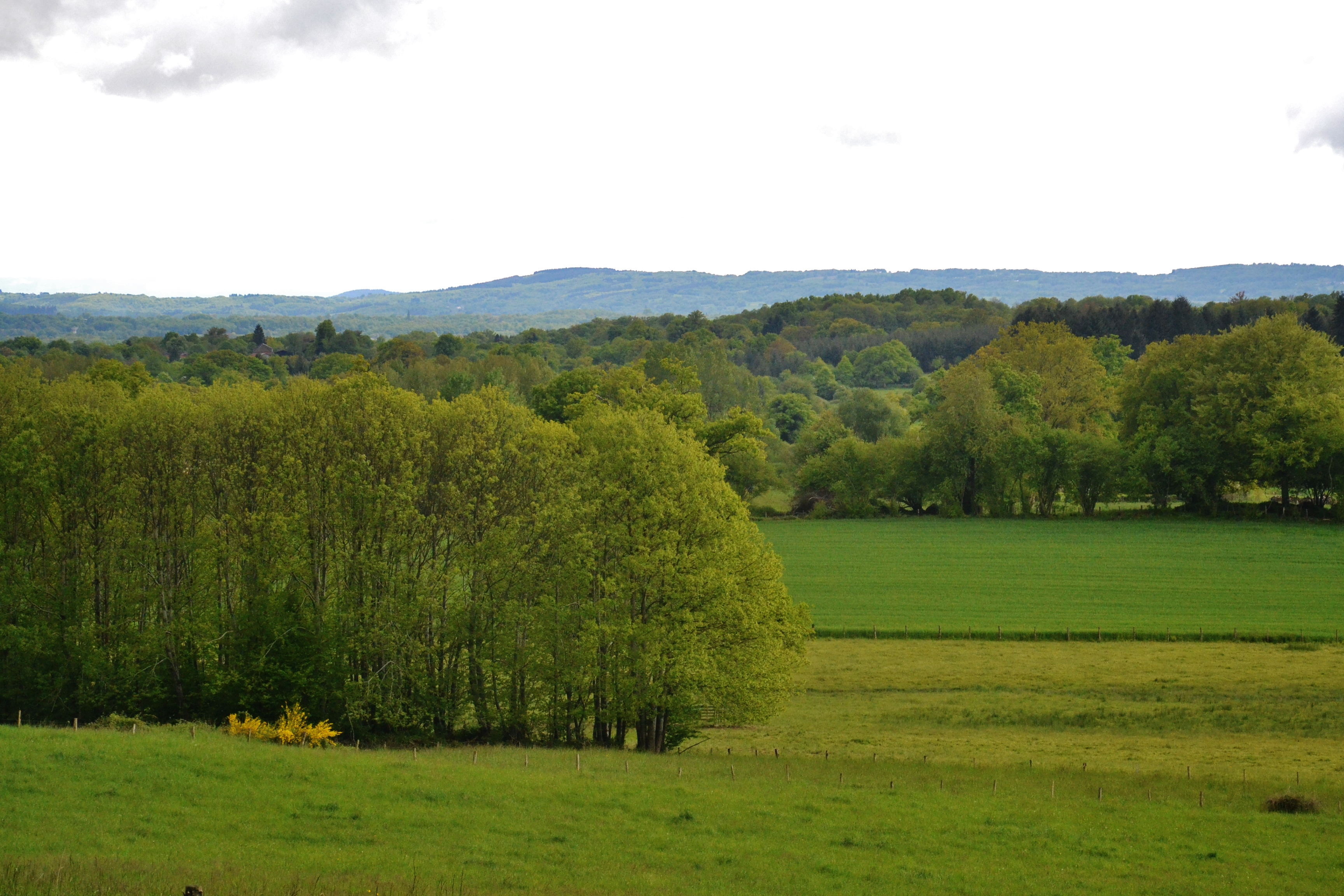
Il massiccio visto da Saint-Maurice-la-Souterraine (facciata nord).

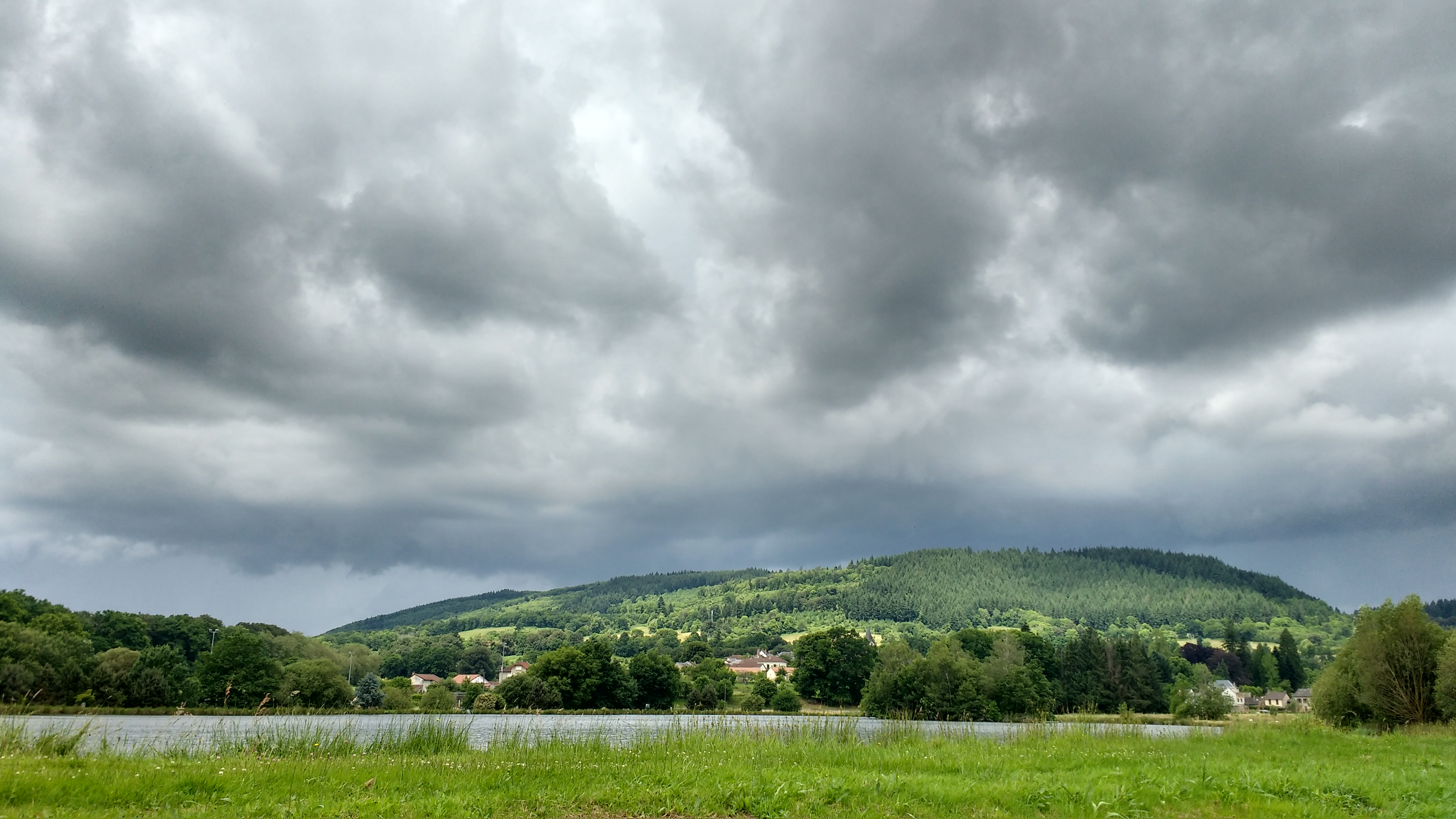
Vista dei monti d'Ambazac dal lago di La Jonchère-Saint-Maurice (facciata sud-est).

I monti d'Ambazac sono essenzialmente situati sul territorio della Alta Vienne ma si estendono un po' sulla Creuse, in particolare sui comuni di Saint-Goussaud e Châtelus-le-Marcheix, dove essi vengono tradizionalmente chiamati monti di Saint-Goussaud.
Essi si estendono su circa 40 Km da est ad ovest (tra Bourganeuf e Nantiat) e su una quindicina di chilometri da nord a sud (da Bessines-sur-Gartempe a Ambazac). Generalmente, i « monti d'Ambazac » vengono limitati alla parte più alta, dove i rilievi sono più marcati, quello che corrisponde a due terzi della zona predefinita, limitandoci al comune di Compreignac ad ovest e alla vallata del Taurion ad est.
Geologicamente, i monti d'Ambazac stricto sensu sono separati dal massiccio di Saint-Goussaud, ad est, in parte per il corso del Rivalier ed inoltre per una piccola faglia che collega due sottosuoli di paragneiss (La Jonchère-Les Billanges al sud, Laurière-Folles al nord), attraverso il col de la Roche (456 m).
Le diverse cartine dell'articolo si attengono all'accettazione del massiccio seguente, vale a dire la zona compresa tra il lago di Saint-Pardoux ad ovest e il comune di Montboucher ad est.
L'agglomerazione limougeaude è ormai vicina al massiccio (il segnale di Sauvagnac non è che in linea d'aria a 20 chilometri dal centro della prefettura regionale), e può inoltre essere vista in diversi punti della città (Beaubreuil in particolare) e dai dintorni (come Panazol).

### Topografia
Essi culminano a 701 metri al puy de Sauvagnac nella parte alta-viennese, e a 697 metri al puy de Jouer (o monte Jouer) nella parte del dipartimento della Creuse.

#### Vette principali
- Signal de Sauvagnac : 701 m (Saint-Léger-la-Montagne, 87)
- Puy de Jouër : 694 m (Saint-Goussaud, 23)
- Puy de la Feyte : 691 m (Saint-Goussaud, 23)
- Bois de Roche : 680 m (Saint-Goussaud, 23)
- Font aux Loups : 672 m (Saint-Léger-la-Montagne, 87)
- Puy de la Garde : 664 m (Ambazac, 87)
- Puy Giraud : 660 m (La Jonchère-Saint-Maurice - Saint-Léger-la-Montagne, 87)
- Le Périgier : 651 m (Châtelus-le-Marcheix, 23)
- Les Clédières : 648 m (Jabreilles-les-Bordes, 87)
- Puy de Roche Guette : 638 m (Châtelus-le-Marcheix, 23)
- Puy de Queuille : 625 m (Saint-Léger-la-Montagne, 87)
- Puy du Rio : 615 m (Laurière, 87)
- Signal de Beausoleil : 587 m (Compreignac, 87), point culminant de la partie située à l'ouest de l'autoroute A 20.
- Puy du Chatelard : 565 m (Jabreilles-les-Bordes, 87)
- Le Gerbassou : 559 m (Ambazac, 87)
- Puy Nado : 552 m (Bersac-sur-Rivalier, 87)
- Puy du Cluzeau : 552 m (Montboucher, 23)

### Geomorfologia e geologia

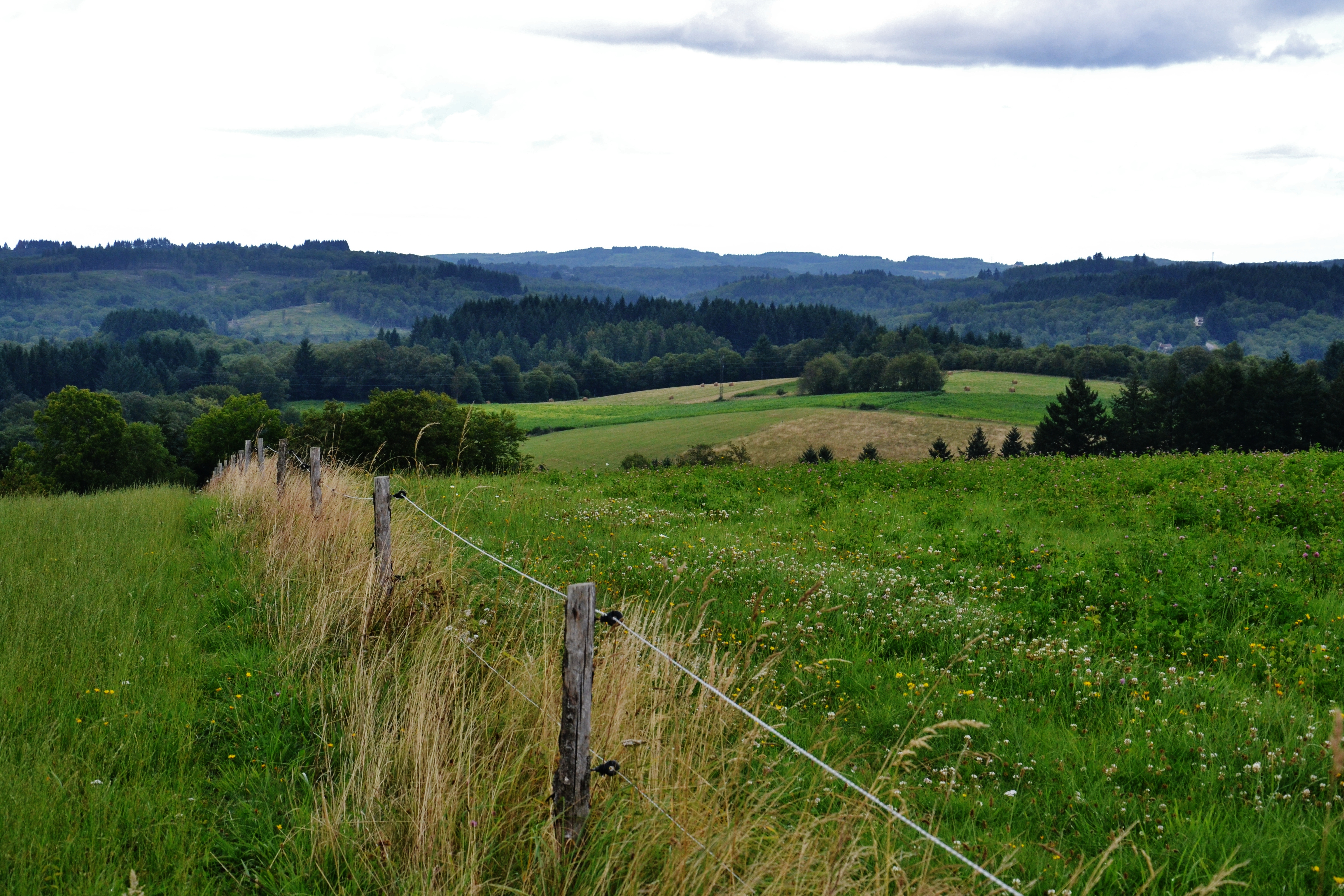
Paesaggio dei monti di Ambazac

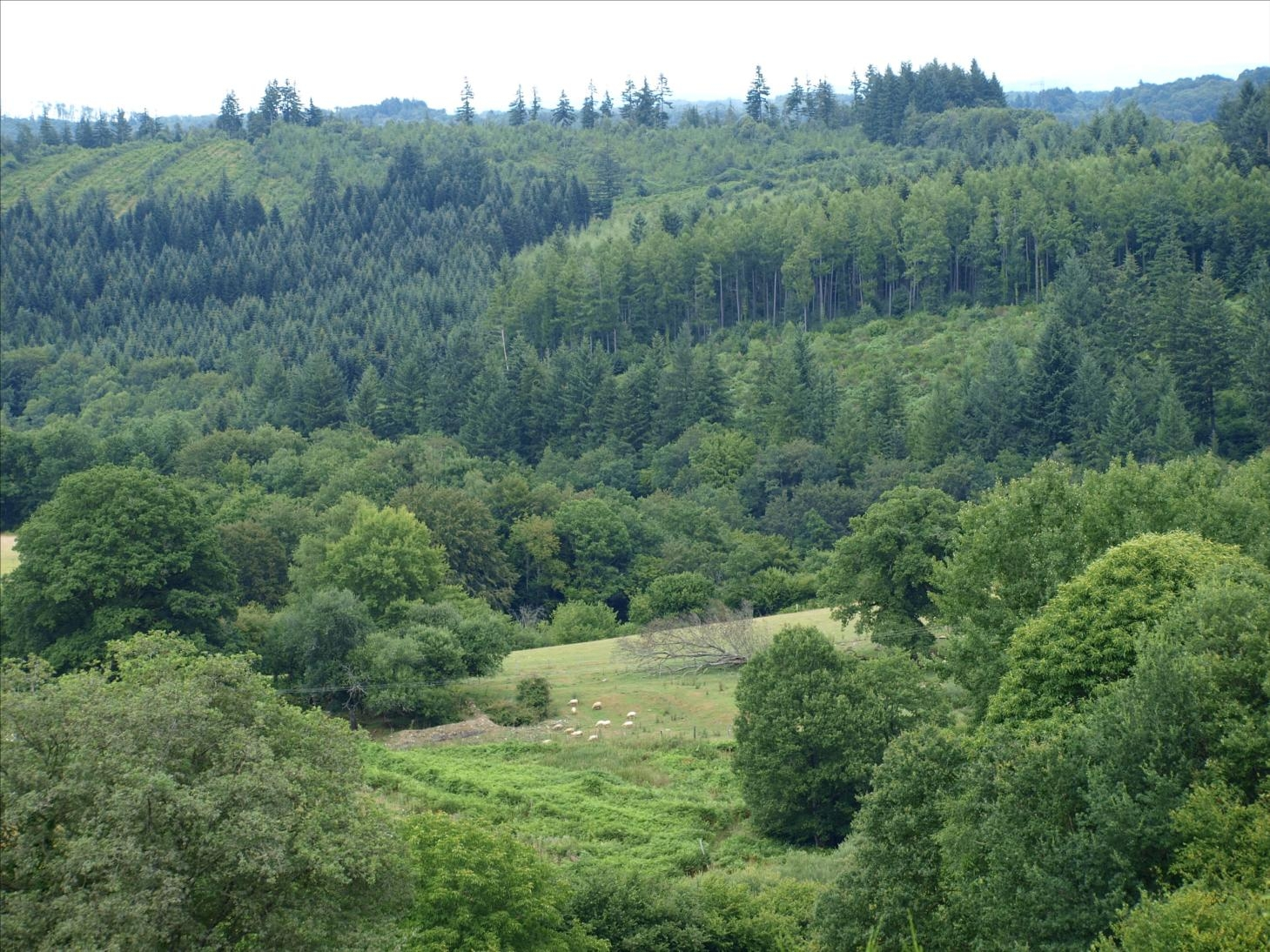
Paesaggio vicino a Châtelus-le-Marcheix

I monti di Ambazac fanno parte del Massiccio centrale e più precisamente dei monti della Marche ; essi sono formati da granito e da leucogranito, delle rocce magmatiche largamente diffuse nel Limousin.
Da un punto di vista geomorfologico, i monti di Ambazac sono un piccolo massiccio isolato, il cui modello dominante è il paesaggio alveolare libero, vale a dire piccole vaschette con il fondo spesso umido e torboso.

### Clima
I monti di Ambazac sono caratterizzati da un clima oceanico e subiscono l'influenza da un rilievo ponendole nel mirino delle perturbazioni dell'Oceano Atlantico. Questo clima precipita annualmente da 1100 a 1300 millimetri sui monti di Ambazac. La temperatura resta relativamente dolce e gli episodi di freddo, poco numerosi, sono dovuti alla relativa vicinanza della moderata influenza dell'oceano, le nevicate sono invece più importanti nella vallata della Vienne verso Limoges e durante l'inverno possono essere ricorrenti. I monti dell'Ambazac funzionano spesso come uno dei limiti climatici che separa il clima del nord da quelli del sud della Francia ; in questo modo non è raro trovare un clima grigio e freddo al nord sul Berry mentre il sole brilla al sud in direzione di Limoges.

### Ecosistema
Il paesaggio dei monti d'Ambazac è costituito essenzialmente da boschi di latifoglie e da terreno resinoso. Al centro del massiccio (complessivamente al di sopra di 600 metri di altitudine), la presenza del faggio è dominante (leggermente superiore al 50 %), ma ben più residua ad una altitudine inferiore (appena 20 %). La quercia peduncolata, la quercia sessile e in misura minore il castagno completano il gruppo che costituisce la potenziale vegetazione del massiccio.
Nei dintorni dei villaggi e delle frazioni, si estendono alcune praterie destinate essenzialmente all'allevamento delle mucche. Il clima freddo e umido, soprattutto in inverno, ha favorito la formazione di paludi di cui una, la Tourbière des Dauges, costituisce una riserva naturale nazionale. Il massiccio possiede altre due paludi, una si trova a Mallety nel comune di Saint-Léger-la-Montagne, essa rappresenta le risorse della Couze, torrente che forma il lago di Saint-Pardoux (Alta Vienne). L'altra, invece, si trova a Friaulouse ai piedi di puy de Jouer a Saint-Goussaud.
Da un punto di vista paesaggistico, i monti d'Ambazac continuano ad essere uno spazio caratterizzato degli alveoli, largamente dominato dai boschi e dai pascoli. Qui le confusioni rocciose sono relativamente rare ad eccezione dell'impressionante roccia del Tempio vicino a Saint-Léger-la-Montagne e la Pierre Millier che domina il lago che si chiama con lo stesso nome a Saint-Sylvestre e che costituisce una rientranza.

### Popolazione

#### Amministrazione
Il massiccio è compreso nel Pays de l'occitane e dei Monti d'Ambazac nella parte alta-viennese, nel Pays de l'Ouest creusois nella parte di Creuse.

#### Elenco dei comuni
Nella Haute-Vienne : 
Ambazac,
Bersac-sur-Rivalier,
Bessines-sur-Gartempe,
Les Billanges,
Bonnac-la-Côte,
Compreignac,
Jabreilles-les-Bordes,
La Jonchère-Saint-Maurice,
Laurière,
Razès,
Saint-Laurent-les-Églises,
Saint-Léger-la-Montagne,
Saint-Pardoux,
Saint-Sulpice-Laurière,
Saint-Sylvestre
In Creuse : 
Arrènes,
Châtelus-le-Marcheix,
Masbaraud-Mérignat,
Montboucher,
Saint-Goussaud,
Saint-Pierre-Chérignat

## Storia
Oltre alla loro ricchezza ecologica, i monti d'Ambazac hanno conservato numerosi reperti della loro storia, ma relativamente poco dei periodi paleolitico e neolitico. Si trovano tuttavia dei dolmen nei comuni di Marsac, Ambazac e Mourioux-Vieilleville, nonché un tumulo a Châtelus-le-Marcheix. L'età del bronzo ha lasciato delle tracce ai dolmen della Lieu ad Ambazac ; si può affermare che il territorio dell'attuale comune di Saint-Sulpice-Laurière fu un importante deposito di bronzo, alla fine del II millennio A.C.
Degli oppidums gallici furono scoperti nel comune di Jabreilles-les-Bordes mentre il Puy de Jouër a Saint-Goussaud era un santuario romano dedicato a Giove (ci sono dei resti ancora visibili).
Il villaggio di Grandmont ricorda l'Ordine di Grandmont, ordine monastico cattolico conferme alla riforma gregoriana, fondata nel XII secolo da San Étienne de Muret di cui uno dei telai e la dalmatica sono conservati ad Ambazac. Durante il periodo medievale, i monti d'Ambazac furono attraversati da un percorso secondario di pellegrinaggio, che collegava Argenton-sur-Creuse alla via Lemovicensis a Saint-Léonard-de-Noblat. Nel XV secolo il massiccio venne diviso tra le signorie del vescovo di Limoges (ad ovest di Razès) e quelle del conte della Marche. L'ovest era sotto l'influenza esterna. Nel secolo successivo, la creazione dei généralité e dei paesi di elezione non è sinonimo di unificazione amministrativa per i monti d'Ambazac : le parrocchie si dividono tra le généralités di Limoges e di Bourganeuf (elezione di Limoges) e di Guéret (elezione di Moulins).
Durante la Rivoluzione, i distretti di Saint-Léonard, Limoges, Bellac e Bourganeuf si dividono i nuovi comuni.
È nel castello di Montméry che fu girato Lady Chatterley (film, 2006), César 2007 del miglior film.

### Attività mineraria
La presenza di giacimenti radioattivi ha comportato l'estrazione di uranio che tuttavia non ha lasciato molte tracce nel paesaggio (ma le tracce puntualmente non sono irrilevanti in termini di aumento della radioattività « esterna »). Diverse polemiche sono scoppiate a questo proposito, in particolare in seguito ad un reportage televisivo, nel 2009, che rimetteva in discussione la pulizia del lago di Saint-Pardoux, a dispetto di due operazioni di depurazione di fanghi radioattivi nel 1998 e nel 2006, e la qualità dell'acqua potabile di Limoges. Nel suo documentario Tchernobyl forever, il giornalista belga Alain di Halleux filma, senza nominarli, i 24 cantoni francesi contaminati al yellowcake (un concentrato di uranio) che egli si rifiuta di visitare. Alcune operazioni di pulizia ed una revisione del modello di gestione dei vecchi luoghi hanno calmato le tensioni, nonostante quest'ultime rispuntino qualche volta, in particolare all'apertura del museo della miniera di Bessines.
Sono stati contati 10 siti minerari di uranio nel massiccio (Bachellerie, Margnac, Vénachat - l'ultima chiusura nel 1995 -, Gorces Saignedresse, Il Fraisse, Roudet, Santro, Fanay, Henriette e Champour).
La caolinite fu inoltre utilizzata sui monti d'Ambazac, dal 1772 (a Bonnac-la-Côte, questo sfruttamento sarà fermato nel 1795) e l'ultimo sfruttamento di caolino (Puy-Bernard a La Jonchère) è stato fermato nel 1964. Rimangono solo degli immensi scavi che spariscono sotto la vegetazione.
Numerose miniere di pegmatite e di quarzo sono state sfruttate in passato..

## Attività

### Protezione ambientale
I monti d'Ambazac e la vallata di Couze sono stati classificati nel ZNIEFF di tipo 2 per la loro ricchezza ecologica. La zona costituisce un luogo Natura 2000 a causa della presenza di numerose specie di pipistrelli.
Lista dei ZNIEFF dei monti d'Ambazac
| Type | Dénomination                                                                        | Superficie | Commune(s) |
| ---- | ----------------------------------------------------------------------------------- | ---------- | --- |
| 2    | Monts d'Ambazac et vallée de la Couze                                               | 11 262 ha  | Ambazac, Bersac-sur-Rivalier, Bessines-sur-Gartempe, Compreignac, Razès, La Jonchère-Saint-Maurice, Roussac, Saint-Laurent-les-Églises, Saint-Léger-la-Montagne, Saint-Pardoux, Saint-Sulpice-Laurière, Saint-Sylvestre, Saint-Symphorien-sur-Couze |
| 2    | Vallée du Taurion                                                                   | 6 220 ha   | Ambazac, Banize, Les Billanges, Bosmoreau-les-Mines, Bourganeuf, Ceyroux, Châtelus-le-Marcheix, Le Châtenet-en-Dognon, Chavanat, Gentioux-Pigerolles, Mansat-la-Courrière, Masbaraud-Mérignat, Le Monteil-au-Vicomte, La Nouaille, Pontarion, La Pouge, Royère-de-Vassivière, Saint-Dizier-Leyrenne, Saint-Laurent-les-Églises, Saint-Hilaire-le-Château, Saint-Marc-à-Loubaud, Saint-Martin-Sainte-Catherine, Saint-Martin-Terressus, Saint-Pierre-Bellevue, Saint-Pierre-Chérignat, Saint-Priest-Taurion, Saint-Yrieix-la-Montagne, Sardent, Soubrebost, Thauron, Vallière, Vidaillat |
| 2    | Monts d'Ambazac : bois et caves de la zone centrale                                 | 1 353 ha   | Ambazac, Saint-Sylvestre |
| 2    | Étangs de la région de Thouron                                                      | 672 ha     | Le Buis, Compreignac, Saint-Symphorien-sur-Couze, Thouron |
| 1    | Site à chauve-souris des Monts d'Ambazac (Les Courrières)                           | /          | Ambazac |
| 1    | Site à chauve-souris des Monts d'Ambazac (Moulin de l'Âge)                          | /          | Bersac-sur-Rivalier, Saint-Léger-la-Montagne, Razès |
| 1    | Site à chauve-souris des Monts d'Ambazac (Ruines du château de Monismes)            | /          | Bessines-sur-Gartempe |
| 1    | Étang de Tricherie                                                                  | 225 ha     | Compreignac, Thouron |
| 1    | Lande du Puy Peny                                                                   | 16 ha      | Compreignac |
| 1    | Site à chauve-souris des Monts d'Ambazac (Mine de Vénachat)                         | /          | Compreignac |
| 1    | Site à chauve-souris des Monts d'Ambazac (Bois et cave du château de Valmate)       | /          | Les Billanges, La Jonchère-Saint-Maurice, Saint-Laurent-les-Églises |
| 1    | Site à chauve-souris des Monts d'Ambazac (Ancienne carrière et mine du Puy Bernard) | /          | La Jonchère-Saint-Maurice |
| 1    | Étang du Pont à l'Âge                                                               | 49 ha      | Folles, Laurière |
| 1    | Étang de Gouillet                                                                   | 75 ha      | Razès, Saint-Sylvestre |
| 1    | Tourbière de Mallety                                                                | 43 ha      | Saint-Léger-la-Montagne |
| 1    | Tourbière des Dauges                                                                | 214 ha     | Saint-Léger-la-Montagne |
| 1    | Vallée du Taurion à la confluence du ruisseau du Parleur                            | 104 ha     | Saint-Martin-Terressus, Saint-Priest-Taurion |
| 1    | Étang de la Crouzille                                                               | 144 ha     | Saint-Sylvestre |
| 1    | Site à chauve-souris des Monts d'Ambazac (mine de Chabannes)                        | 19 ha      | Saint-Sylvestre |
| 1    | Anciennes mines de Kaolin (Mallety)                                                 | /          | Saint-Léger-la-Montagne |

L'insieme del massiccio è stato simbolicamente classificato « site emblématique » dalla DREAL.